# ديون مصر في عهد الخديوي إسماعيل
ديون مصر في عهد الخديوي إسماعيل هي الديون التي استدانها الخديوي إسماعيل خلال فترة حكمه. كانت الفائدة الإسمية للقروض تتراوح بين 6 و 7%، ولكن فائدتها الحقيقية تصل إلى 12 و 18 و 26 و 27%، وكان الخديوي كلما أعوزه المال يستدين بفوائد باهظة جالبة للخراب، وزادت هذه الفوائد الربوية في أواخر سنة 1875 وأوائل سنة 1876، لاضطرار الحكومة إلى أداء أقساط الديون المتراكمة وفوائدها، فكانت تتحايل للحصول على المال بأية وسيلة، ومنها الاستدانة بواسطة السندات على الخزانة بفوائد فاحشة، بالغة مهما بلغت، فكانت سائرة في سبيل الخراب لا محالة.

## قائمة بالديون
ولم تكن قيمة القروض تصل كاملة إلى الخزانة، بل كان أصحاب البيوت المالية والمرابين يخصمون منها مبالغ طائلة لحساب المصاريف والسمسرة والفوائد، وما إلى ذلك، ولم يكن إسماعيل يدقق أو يعارض في الحسابات التي يقدمها له الماليّون والسماسرة. فالقرض المشئوم الذي عقد سنة 1873 بلغ مقداره الإسمي 32 مليون جنيه لم يدخل منه الخزانة سوى 20,700,000 جنيه، منها أحد عشر مليوناً من الجنيهات نقدناً والتسعة ملايين سندات. ولم يتسلم من القرض الذي عقده سنة 1870 سوى خمسة ملايين فقط، وكان أصله سبعة ملايين، وقس على ذلك باقي القروض.
أما الديون السائرة فلم يكن لها ضابط ولا حساب، وكانت تبلغ ثلاثة أمثال قيمتها الحقيقية وفي بعض الأحيان أربعة أمثالها. وقد أحصى بعض الماليين مقدار ما تسلمه الخديوي من القروض فبلغ 54 مليوناً من الجنيهات تقريباً في حين أن قيمتها الرسمية 96 مليوناً.
وقال جابرييل شارم Gabriel Charmes أحد كتاب فرنسا السياسيين ومن محرري جريدة (الديبا) وقد عاصر إسماعيل ودرس حالة مصر في عهده: "إن إسماعيل باشا قد اقترض في الثمانية عشر عاماً التي تولى الحكم فيها نحو ثلاثة مليارات من الفرنكات (120 مليون جنيه تقريباً)، ولكن الواقع أن نصف هذا المبلغ على الأقل بقي في يد الماليين وأصحاب البنوك والمضاربين من مختلف الأجناس ممن كانوا يحيطون به على الدوام" وهذا هو الخراب بعينه.

## قرض سنة 1864
قرض سنة 1864 بقيمة 5,704,200 جنيه إنجليزي، كان على البلاد من الدين العام عند وفاة سعيد باشا نحو إحدى عشر مليون جنيه، وهو في الواقع مبلغ جسيم إذا قورن بميزانية مصر في تلك الفترة.
وقد ندد إسماعيل حينما تبوّأ عرش مصر بإسراف سلفه سعيد، واعتزم أن يسير طبقاً لقواعد الاقتصاد والتدبير، ونوّه بذلك في خطبة ألقاها بحضور وكلاء الدول، وأوضح فيها برنامجه الذي اعتزم اتباعه في الحكم، فهي بمثابة (خطبة العرش) تفيض بالآمال الكبار والأماني الحسان.
قال فيها : " أن أساس الإدارة هو النظام والاقتصاد في المالية، وسأبذل كل جهدي في اتباع قواعد النظام والاقتصاد، وقد عزمت أن أرتب لنفسي مخصصات محدودة، لا أتجاوزها أبداً، وسأعمل على إبطال السخرة التي اعتمدت عليها الحكومة في أعمالها، وآمل أن تؤدي حرية التجارة إلى نشر الرفاهية والرخاء بين جميع طبقات الشعب، وسأعني كل العناية بتوطيد دعائم العدالة".
تلك عهود الخديوي في خطبة العرش وأولها اتباع النظام والاقتصاد.
ولكن لم تكد تمضي عدة أشهر على هذه الدعوة حتى أخذ ينقضها، ففتح باب القروض متلاحقة بعضها إثر بعض، واتخذها عادة تكاد تكون سنوية.
ولم تكن حالة البلاد المالية مما يستدعي الاقتراض، لأن مصر تعد من أغنى بلاد العالم، وتستطيع إذا هي وجدت إدارة حكيمة أن تسلك سبيل التقدم والعمران دون أن تحتاج إلى القروض، وعلاوة على ذلك فأن ما نشئ عن الحرب الأمريكية الأهلية من ارتفاع أسعار القطن في أوائل حكم إسماعيل، قد جعل البلاد في حالة يسر ورخاء.
واشتملت ميزانية سنة 1864 على زيادة في الدخل على الخرج، فلم يكن ثمة حاجة إلى قرض جديد كما يقول مؤلف (تاريخ مصر المالي) الذي عاش في ذلك العصر وألّف فيه كتابه القيم.
ولكن إسماعيل اقترض أول قروضه سنة 1864، وتذرٌع لتسويغه بحاجة الحكومة إلى المال لمقاومة الطاعون البقري الذي انتاب البلاد في ذلك العهد، ولسداد أقساط ديون سعيد باشا ويقول مؤلف (تاريخ مصر المالي) "ص18" إن مقاومة الطاعون البقري كانت حجة واهية، لأن الفلاحين والملاّك هم الذين تحمّلوا وحدهم الخسائر الناشئة عن هذا الطاعون، ولم يرد بميزانية سنة 1864 مما أنفقته الحكومة في هذا الصدد سوى 125,000 جنيه، ولذلك أبدى دهشته من أن الحكومة تلجأ إلى الاقتراض على ما في ميزانية سنة 1864 من زيادة الدخل على الخرج.
وقال أن السبب الحقيقي لقرض سنة 1864 أن إسماعيل لم يحقق وعود الاقتصاد التي قطعها على نفسه، بل سار سيرة بذخ وهوى وإسراف، واستكثر من شراء الأطيان والأملاك لنفسه والإنفاق عليها فهذه الأسباب هي التي جعلته يعقد القرض الأول، وما كان سداد ديون سعيد ولا الإنفاق على مقاومة الطاعون البقري، إلا ذريعة شكلية لذرّ الرماد في العيون.
هذا ما يقوله مؤلف تاريخ مصر المالي، وهو كاتب مشهود له بتحري الحقائق والاعتدال في الرأي، وليس في كلامه مبالغة، لأن المعروف عن إسماعيل باشا أنه كان بطبعه ميالاً إلى الاستكثار من المال والعقار، وظهرت عليه هذه الميول منذ ولايته الحكم، فقد كان نظار أملاكه ومفتشوها يفتنون في حمل الفلاحين على بيع أطيانهم أو التنازل عنها للخديوي، حتى صار مالكاً لخمس القطر المصري.
كتبت مدام (أولمب إدواز) في كتابها عن مصر تقول عن الخديوي إسماعيل : إنه لم يكن يهتم إلا بجمع الملايين، وكان يقتني الأطيان في كل ناحية قدر ما يستطاع ويلجأ إلى السخرة لزرعها واستصلاحها، ويعقد القرض تلو القرض لآجال طويلة، تاركاً لمن يخلفه في الحكم أن يسدد ديونه، حتى كأنه يقصد أن يعقد مهمة الحكم لمن يأتي من بعده.
كتب هذا الكلام في ديسمبر سنة 1864، ولم يكن مضى عامان على اعتلاء إسماعيل العرش، فهذا الوصف يعطيك صورة عن ميوله الأولى، فهو قد بدأ يستدين في الوقت الذي لم تكن البلاد في حاجة ما إلى الاستدانة، واستدان ليقتني الأطيان والعقار.
استدان القرض الأول في 24 سبتمبر سنة 1864 من بيت فرولينج وجوشن Fruhling and Goschen الإنجليزي، وقيمته 5.704.200 جنيه إنجليزي بفائدة 7% لمدة 15 سنة وبلغت الفائدة الحقيقية مع الاستهلاك 12%، وهي كما ترى فائدة فاحشة، ولذلك لقي القرض إقبالاً عظيماً من المكتتبين في سنداته، وقد رهنت ضرائب الأطيان بمديريات الدقهلية والشرقية والبحيرة لسداد أقساطه.

## قرض سنة 1865
قرض سنة 1865 بقيمة 3,387,300 جنيه إنجليزي.
لم ينفق إسماعيل شيئا يذكر من قرض سنة 1864 على مرافق البلاد العامة، بل أنفق معظمه على توسيع دائرة أطيانه وأملاكه, واشترى في ذلك الحين "قصر إميرجان" على ضفاف البوسفور، ليتخذه مقراً له عندما ينزل الآستانة، ولم يكن لولاة مصر قصور خاصة لهذه المدينة ينزلون بها من قبل, ولكن إسماعيل رأى من استكمال مظاهر البذخ أن يكون له قصر فخم لكن بهاء ورواء عن قصور السلاطين, ابتاع ذلك القصر وأنفق المبالغ الطائلة في توسيعه وزخرفته.
وفي ذلك العهد بدأ ينشئ القصور الفخمة في مصر، فشرع في إقامة سراي الجيزة المشهورة، وكان التصميم على أن تكون داراً أنيقة، ثم اتسعت فصارت قصراً فخماً، وتعددت المباني حولها، ومدّت الطرق الجميلة بين الجيزة والجزيرة، وأنفقت الأموال جزافاً في سبيل إنشائها.
فهذه النفقات الباهظة جعلت إسماعيل يفكر في قرض آخر، ولم تمضي ثمانية أشهر على القرض الأول.
وليس من ضير أن يبتنى ولي الأمر ما شاء من القصور والساريات، ولكن إذا كانت مالية البلاد لا تسمح بنفقات تلك المباني، ولا سبيل إلى إقامتها إلا من القروض، فلا تسوغ الاستدانة لهذا الغرض، لأنه لا يجوز أن تقترض حكومة رشيدة قرضاً ما لإنفاق قيمته على مثل هذه الكماليات.
وقد وجد سبب آخر دعا إسماعيل إلى عقد القرض الثاني، وهو الأزمة المالية التي أعقبت هبوط أسعار القطن، ذلك أن انتهاء الحرب الأمريكية الأهلية في أوائل سنة 1865 فتح الأسواق أمام القطن الأمريكي، فتراجعت أسعار القطن المصري إلى مستواها القديم، وقد حلّ الضيق بالأهالي من الفلاحين والملاك، لأنهم اعتادوا أثناء ارتفاع أسعار القطن أن ينفقوا عن سعة ويستدينوا المال بفوائد فاحشة من المرابين، علي أمل سداده من ثمن القطن في الموسم المقبل (كما حدث سنة 1919, والتاريخ يعيد نفسه), فلما هبطت أسعار القطن وقعوا في أزمة شديدة غرفت بأزمة سنة 1865, ولم يدروا كيف يوفون ديونهم, فاعتزم إسماعيل أن تتدخل الحكومة في هذه الأزمة، فحصرت ديون الأهليين وسددتها عنهم للدائنين والمرابين، على أن ترجع بها على المدينين مقسطة على سبع سنوات بفائدة 7% وخصص لهذه العملية 1,400,000 جنيه. والفكرة في ذاتها فكرة حكيمة تدل على عطف إسماعيل على الشعب، ولكن اقترانها باستدانة قرض جديد من الخارج يفقدها بهائها، ولا شك في أن إسماعيل لو اتبع التدبير والاقتصاد، لما كانت الحكومة في حاجه إلى هذا القرض الجديد، ولا الذي سبقه، فضلاً عن الديون السايرة التي لم يكن يعرف مقدارها، وهي الديون التي كان الخديوي يقترضها بسندات على الخزانة كما سيجيء بيانه.
اقترض إسماعيل قرض سنة 1865 من بنك الأنجلو، وقدره 3.387.300 جنيه، ولم يقبض منه سوى 3.000.000 جنيه ورهن في مقابله 365.000 فدان من أملاكه ويسمى هذا الدين (الدائرة السنية الأولى)

## قرض سنة 1866
قرض سنة 1866 بقيمة 3,000,000 جنيه إنجليزي هو القرض الذي استدانه إسماعيل من بنك أوبنهايم في 5 يناير سنة 1866 ، وقدره 3.000.000 جنيه ، ورهن في مقابله إيرادات السكك الحديدية.
وقد جرت المفاوضات بشأن هذا القرض أثناء مفاوضات القرض السابق، وهذا من أغرب ما سمع في معرض التبذير وقصر النظر، وكان قرض أوبنهايم هو الأسبق ، لكن المفاوضات بشأنه طالت ، فلم يطق إسماعيل صبراً ، واستدان من بنك الأنجلو القرض السابق ، ثم تمت المفاوضات الخاصة بقرض أوبنهايم ، فأتم صفقته أيضا.
واستدان إسماعيل في تلك السنة أيضا دينين آخرين من الديون السائرة ، ولم يكن في حاجة إلى هذه القروض ، ولكنه أنفقها على بناء قصوره ، دفع منها ثمن أملاك الأميرين.
مصطفى فاضل ومحمد عبد الحليم ، فقد كان ميّالاً إلى الاستكثار من الأملاك بكل الوسائل كما أسلفنا ، وامتدت أطماعه إلى تجريد الأميرين المذكورين من أملاكهما بالقطر المصري ، وكان يحقد عليهما لمنافستهما إياه على العرش ، واشتد عداؤه لهما لمقاومتهما إياه في تغيير نظام التوارث، وقد أسلفنا أن إسماعيل حصل على فرمان مايو سنة 1866 الذي جعل وراثة العرش في بكر أبنائه.
ومن قرض سنة 1866 والديون السائرة أدى الرشوة التي بذلها للسلطان ولحكام الآستانة للحصول على هذا الفرمان ، وقد بلغت هذه الرشوة ثلاثة ملايين جنيه تقريباً، ودفع ثمن أملاك الأميرين مصطفى فاضل ومحمد عبد الحليم، فاشترى أملاك الأمير مصطفي فاضل في نوفمبر سنة 1866 بثمن بلغ 2,080,000 جنيه ، مقسّطاً على خمس عشرة سنة وبلغت السمسرة في هذه الصفقة 80 ألف جنيه.
واشترى أملاك الأمير محمد عبد الحليم بثمن مقداره 1.200.000 جنيه تسلم منه البائع 300.000 جنيه سندات على الدائرة السنية بضمان الحكومة، وتعهد بأداء القرض الذي استدانه الأمير من قبل.
فترى مما تقدم أن هذه القروض ضاعت فيما لا ينفع البلاد ، لأن تغيير نظام توارث العرش مسألة شخصية لإسماعيل ، وكذلك شراء أملاك أخيه وإبن عمه ، فكأن إسماعيل اقترض هذه الديون لكي تتسع أملاكه ، تحقيقاً لأطماع شخصية ، وإرضاء لحزازات عائلية لا شأن للبلاد فيها.

## قرض سنة 1867
قرض سنة 1867 بقيمة 2,800,000 جنيه إنجليزي. اقترض إسماعيل سنة 1867 قرضاً جديداً قيمته 2,800,000 جنيه ، ولم يعرف سبب ظاهر لهذا القرض، واختلفت الآراء في تعليله، ولكن التعليل الصحيح أن الخديوي علاوة على القروض السابقة لا يفتأ يستدين ديوناً سائرة من المرابين الأجانب المقيمين في مصر ، ولم يكن لهذه الديون حساب ظاهر ولا حد معلوم ، وكل ما عُرف عنها أنها كانت ذات فوائد فاحشة جداً ، وكان العمل في ذلك الحين قائماً على قدم وساق لتجديد حديقة الأزبكية ، وبناء دار التمثيل، ومضمار لسباق الخيل ، وبناء قصور عابدين والقبة والزعفران والجيزة والقصر العالي وسراي مصطفى باشا برمل الإسكندرية، فكل هذه المباني كان ينفق عليها من الديون ثابتة كانت أو سائرة ، لأن ميزانية الحكومة ما كانت تسمح بإقامتها.
وقد بلغت الديون السائرة إلى ذلك الحين نحو عشرة ملايين جنيه ، وهو مبلغ باهظ يثقل كاهل الخزانة ، وفوائده تبتلع جزءاً كبيراً من الإيراد ، فتذرع الخديوي إلى عقد قرض سنة 1867 برغبته في سداد فوائد هذه الديون التي لا يعرف لها أول ولا آخر ، وفي تحويل الديون السائرة جميعاً إلى دين ثابت، على أن الديون وفوائدها بقيت كما كانت، فلا سددت فوائدها، ولا تم تحويلها.

## قروض سنة 1868
قروض سنة 1868 بقيمة 11,890,000 جنيه إنجليزي.
اشترك الخديوي في المعرض العام الذي أُقيم في باريس سنة 1876 وظهر فيه بمظهر فخم يأخذ بالألباب، فأنفق في هذا السبيل وفي رحلته بباريس ملايين الجنيهات، وغرضه من هذا الإسراف هو الظهور بمظهر العظمة واجتذاب ثقة البيوت المالية الأجنبية لتقرضه من جديد، وضاع من قبل جانب من هذه الملايين في الرشا والهدايا التي بذلها في الآستانة ليحصل على لقب (خديوي)، وقد نال الفرمان الذي منحه هذا اللقب في 8 يونيه سنة 1867.
فلهذه الأسباب خلت الخزانة الحكومية من المال، ولجأ الخديوي إلى الآستانة من جديد. واقترض فعلاً سنة 1868 قرضاً جديداً قدره 11.890.000 جنيه من بنك أوبنهايم. وحقيقة هذا القرض، أي صافي ما دخل خزانة الحكومة 7,195,384 جنيه، أي أن سعر القرض 61%، فحلّت بالخزانة خسارة فادحة من شروط هذا القرض، وخصص لسداد أقساطه السنوية إيراد الجمارك وعوائد الكباري وإيراد الملح ومصايد الأسماك، وقدر دخل هذه الموارد بمليون جنيه في السنة، وكان من شروط هذا القرض أن يكف الخديوي عن الاستدانة مدة خمس سنوات.
أنفق إسماعيل نحو مليونين من هذا القرض في الآستانة على الحفلات والولائم، ورشا للسلطان ولرجال الما بين.
وأنفق جزءاً منه في إتمام بناء قصوره في عابدين والقبة والعباسية والجيزة وسراي مصطفى باشا بالإسكندرية وتأسيسها بفاخر الأثاث والرياش، ومن هذا القرض أيضا أنفق النفقات الباهظة على حفلات افتتاح قناة السويس سنة 1869، وقد بلغت مليوناً ونصف مليون جنيه تقريباً.
فانظر كيف أن نفقات تلك الحفلات كانت من القرض، فكان الخديوي في هذا الموقف شبيهاً ببعض الذوات والأعيان في الاستدانة للإنفاق على إقامة الحفلات والولائم، والظهور بمظهر الفخفخة والبذخ، أمام قوم ليس في قلوبهم ذرة من الإخلاص لمضيفهم، فإن ضيوف القناة ومعظمهم من ذوي الرؤوس المتوجة، وأصحاب النفوذ والسلطان المالي والسياسي في أوروبا هم الذين استعبدوا مصر بعد تلك الحفلات، وهم الذين ضربوا عليها الوصاية المالية الشديدة الوطأة.
أحدثت نفقات حفلات القناة فراغاً كبيراً في الخزانة، وبدأت مظاهر الضيق والارتباك تبدو على وزارة المالية، لقرب المواعيد المضروبة لأداء أقساط الديون، ولم يكن في خزائنها ما يفي بذلك، فاضطر الخديوي تفريجاً للضائقة، وكتماناً لأسرارها، أن يستدين من أحد معارفه 300,000 جنيه، وقبلت وزارة المالية أن تخصم البنوك سنداتها بفائدة 14% لمدة ثلاث أشهر، وبديهي أن قبول هذه الشروط القاسية دليل على ما وصلت إليه الحالة من الضيق والإعسار.
وكان الدين السائر يزداد يوماً بعد يوم، بسبب حاجة الحكومة إلى المال، حتى بلغ 12 مليوناً في أواخر عام 1869، أي بعد انتهاء حفلات القناة، وهو مبلغ فادح تنوء به ميزانية البلاد.
فتأمل فيما جرت حفلات القناة على البلاد من فادح الأضرار، ومع أن الخديوي كان قد وعد أن ينفق على هذه الحفلات من ماله الخاص، إكباراً لشأنها، فإن البلاد وحدها هي التي احتملت نفقاتها. قال مؤلف(تاريخ مصر المالي) في كتابه ص 95 : "إن بهر هذه الحفلات قد أنسى الناس إلى وقت ما أخطار الحالة المالية، ولكن لم تكد تنطفئ شعلة الحماسة التي أثارتها، حتى بدأ الناس يشعرون بأن هذه الأخطار آخذة في ازدياد، وأن هذه الحفلات ذاتها لم تكن إلا سلسلة متصلة الحلقات من أعمال جنونية لا فائدة منها، فإن البلاد لم تنل أي فائدة مقابل النفقات الفادحة التي بذلت فيها".
أما الخديوي فإنه لم يفطن إلى الأخطار التي استهدفت لها البلاد، ومن المؤلم أن حفلات القناة قد زادته غروراً وإمعاناً في عدم التبصر، فاستمر ينحدر في طريق الإسراف والاستدانة.

## قروض التحايل
لم تكد تنتهي حفلات القناة حتى أخذ معين المال ينضب في الخزانة، وكان إسماعيل مقيّداً بما اشترطه في قرضه السابق ، وهو عدم الاقتراض لمدة خمس سنوات ، فضلاً عن أنه خرج من حفلات القناة وقد ألقي في روع ضيوفه الأوربيين أن خزائن مصر تفيض بالمال ، وفي الواقع أن مظاهر هذه الحفلات وما أنفق عليها من الملايين ، لا تدع مجالاً للشك في ذلك فلم يجد من اللائق ولا من السائغ أن يمد يده إلى البيوت المالية ويطلب قرضاً جديداً.
ولكنه كان في حاجة إلى المال ، فابتكر له وزيره المفتش طريقة خطرة اتبعها في صيف سنة 1869، وهي أنه باع التجار الإفرنج مقادير كبيرة من بذر القطن، تربو على خمسمائة ألف أردب، قبض ثمنها نقداً، ووعد بتسليمها بعد خمسة أشهر، أي بعد جني محصول القطن الجديد.
ولما انقضى الميعاد اتضح أن الحكومة باعت ما لديها من محصول القطن مرة ثانية وقبضت ثمنه ، وقد سويت هذه الفضيحة بأن طلبت الحكومة من التجار أن يبيعوها بسعر 78 قرشاً ما اشتروه منها بسعر 71 ، واتفقوا على أن تدفع لهم القيمة إفادات مالية تسري عليها فوائد 12% سنوياً، أي أن ربحهم بلغ 18% سنوياً.
وتكررت هذه العملية غير مرة في سنوات عدة، فقد تبين للجنة التحقيق الأوربية سنة 1878 أن الحكومة كانت تبيع للتجار الأجانب غلالاً ليست في حوزتها ولا ينتظر أن تحوزها ، وتتسلم الثمن فوراً ، فإذا جاء موعد تسليم الغلال اشترتها من ذات التاجر الذي باعته إياها ودفعت ثمنها أوراقاً وسندات على الخزانة ، مع فوائد لا تقل عن 18% أو 20%.
ولا تحتسب الفوائد على المبلغ الأصلي الذي أخذته من التاجر ، بل على المبلغ التالي المقدر ثمناً لغلاله، وناهيك بما يصيب الحكومة من جرّاء هذه العمليات من الخسائر الفادحة.

## دين الدائرة السنية
قرض سنة 1870 (دين الدائرة السنية) بقيمة 7,142,860 جنيه إنجليزي.
كان إسماعيل مقيداً بعدم الاقتراض طبقاً لشروط سلفة سنة 1868 ، ومن جهة أخرى فقد لفتت القروض وضخامتها أنظار الباب العالي ، فحاول وضع حد لها، فحظر على الخديوي بمقتضى فرمان سنة 1869 أن يقترض إلا بإذنه ، ولكن إسماعيل كان يريد الاقتراض بأية وسيلة ، فلم يرَ بُدّاً من أن يعقد قرضاً لحسابه الخاص.
فاستدان في أبريل سنة 1870 من البنك الفرنساوي المصري 7.142.860 جنيه بفائدة 7% بضمان أطيانه الخاصة، عدا الأطيان التي رهنها سابقاً، ولذلك سمى هذا قرض الدائرة السنية الثاني، وصدر بواقع 6,7% ، بعد استبعاد السمسرة والعمولة والمتعة ، فكانت النتيجة أنه لم يدخل منه خزائن الخديوي سوى 5,000,000 جنيه ، ولكنه يسدد على القيمة الإسمية وهي 7,142,860 جنيه في عشرين سنة ، وبلغ العبء الذي احتملته الدائرة السنية سنوياً لأداء هذا الدين 668,960 جنيه أي 13% تقريباً من رأس المال المدفوع.
وكانت حجة إسماعيل التي تذرّع بها لعقد هذا القرض أنه احتاج إليه لإنشاء مصانع السكر ، ومدّ سكك الحديد الزراعية لأطيانه التي خصصها لزراعة القصب ، وقد أُنشئت المصانع فعلاً ، ولكنها استلزمت من النفقات أضعاف ما تستحقه، فضلاً عن أن أرباحها تقل عن فوائد الدين، ومن جهة أخرى فليس من الحكمة اقتراض دين جسيم بهذا المقدار لإنشاء مصانع في الوقت الذي تنوء فيه الخزانة بالقروض السابقة.

## قرض أوبنهايم
انتظر إسماعيل بفارغ الصبر السنوات الخمس التي حظر فيها على نفسه عقد قروض جديدة تنفيذاً لشروط سلفة سنة 1868، وسعى جهده في الآستانة وبذل فيها الأموال الطائلة من الرشا والهدايا ليلغي فرمان سنة 1869 ويحصل على الفرمان الذي يبيح له الاقتراض من غير حاجة إلى إذن الحكومة التركية ، فناله في سنة 1872.
فلم تكد تنتهي هذه المدة ويشعر إسماعيل بفك اعتقاله من هذا القيد، حتى عقد قرضاً جديداً من بيت أوبنهايم المالي قدره 32,000,000 جنيه ، وهو أكبر القروض من جهة القيمة وأسوؤها من جهة الشروط ، وقد دعاه الماليون" القرض الكبير" وهو حقيق بأن يسمى " القرض المشئوم". وكانت حجته في هذا القرض أنه اعتزم سداد الديون السائرة، ولكنه في الواقع لم يخصص شيئاً منه لهذه الغاية، وبقيت الديون السائرة كما كانت.
عقد هذا القرض بفائدة 7% وقيمة سنداته 84.5 % ، وبلغ ما دخل الخزانة منه بعد استبعاد النفقات والخصم والسمسرة 20,740,077 جنيه، أي بنقض 37% من قيمة الدين الإسمية، فخسرت الحكومة من أصل القرض نيفا وأحد عشر مليون جنية، في حين التزمت بقسط سنوي لسداده يبلغ 2 و265,671 جنيه، ثم إنها لم تقبض المبلغ نقدا، بل تسلمت منه فقط أحد عشر مليون جنية، والباقي وقدره تسعة ملاين جعلت سندات للخزانة المصرية.
ومن هذا يتبين أن قرضا ألقي على عاتق البلاد عبئا جسيما مقداره عشر مليون جنية فقط, وليس في تاريخ القروض، في العلم قاطبة، يعقد بمثل هذه الشوط الجائزة، بل هذه السرقة العلنية، كما أنه لا يمكن أن توجد حكومة عندها قليل من الشعور بالمسؤولية تقبل التعاقد على مثل هذه الشروط.
وقد رهن إسماعيل لسداد هذا الدين ما بقي من موارد الإيراد التي لم تخصص كلها أو بعضها للقروض السابقة وهي:
- أولا : إيرادات السكك الحديدية وقد قدرت بـ 750 ألف جنية في السنة
- ثانيا : الضرائب الشخصية والضرائب غير المقررة وقدرها مليون جنية
- ثالثا : عوائد الملح وقدرها 200.00 جنية
- رابعا : مليون جنية من ضريبة المقابلة
- خامسا: كل الموارد التي خصصت للقروض السابقة متي أصبحت حرة.

ومن المفارقات المثيرة للعجب أن السنة التي عقد فيها إسماعيل هذا القرض المنحوس هي ذات السنة التي نال فيها فرمان سنة 1873 الجامع الذي خوّله أقصى ما حصل عليه من المزايا, أو بعبارة أخرى إن إسماعيل قد بلغ اوجه نفوذه الرسمي في علاقته مع تركيا في الوقت الذي أشرفت فيه البلاد على حالة من الإفلاس أفقدتها استقلالها المالي ثم السياسي .

## دين الرزنامة
احتاج إسماعيل إلى قرض آخر سنة 1874 ، فابتدع له المفتش وسيلة جديدة يقترضها من الأهالي ديناً سمي (دين الرزنامة ).
كانت "مصلحة الرزنامة" نموذج مبكر لهيئة معاشات، حيث تودع فيها رؤوس أموال للمستحقين مقابل دفع معاشات لهم ، فابتكر إسماعيل باشا المفتش فكرة جديدة، وهي أن يستثمر الأهالي أموالهم في مصلحة الرزنامة ، بأن يودعوا فيها المدخر من هذه الأموال على أن تستثمرها المصلحة في مشروعات صناعية وتجارية، وتصدر الرزنامة سندات إيراد دائم بما لا يزيد عن خمسة ملايين من الجنيهات ، على أن تكون المائة فيها مائة ويكون ثمن هذه السندات متراوحاً بين جنيهين ونصف وخمسة جنيهات ، وتدفع المصلحة فوائد عنها بحساب 9%.
وقد أوجس الأهلين شراً من هذه الطريقة في ابتزاز أموالهم ، لأنهم عالمون بمصيرها، ولكن الحكومة لجأت إلى الطريقة التي اتبعتها في تحصيل المقابلة ، فبلغ ما ساهم فيه الأهالي من سندات هذا القرض الإجباري 3,337,000 جنيه، لم يدخل الخزانة منها سوي 1.878.000 جنيه ، ولم تدفع من فوائدها سوى جزء من فوائد السنة الأولى .

## قانون المقابلة
قانون المقابلة (30 أغسطس 1871 ) وعن طريقه تمت جباية 13 مليون جنيه.
في سنة 1870 نشبت الحرب بين فرنسا وألمانيا، وهي الحرب المشهورة بالحرب السبعينية، فاضطربت الأسواق في أوروبا، وقبضت البيوت المالية يدها على الإقراض، وكان الخديوي في حاجة إلى المال، فعمل وزير ماليته إلى زيادة الضرائب، ولكن هذا المعيّن لم يفِ بطلباته ، فابتدع المفتش طريقة تعد بمنزلة قرض إجباري يجيء من الأهالي، أو ضريبة جديدة تفرض على أطيانهم وصدر بها القانون المشهور بلائحة المقابلة في 30 أغسطس 1871.
يقضي هذا القانون بأنه إذا دفع ملاك الأطيان الضرائب المربوطة على أطيانهم لمدة ست سنوات مقدما تعفى الحكومة أطيانهم على الدوام من نصف المربوط عليها (مادة 3), ولكي يحصلوا على هذه الميزة يدفعون ضرائب السنوات الست دفعة واحدة أو على أقساط متتابعة لا تزيد مدتها عن ست سنوات, علاوة على الضريبة السنوية ، وتحسب لهم فوائد عما يدفعونه مقدّما بواقع 8.5 % (المادة4).
وأساس هذا المشروع على حسبان إسماعيل صديق أن الدين العام يبلغ ضعف الضرائب العقارية عن ست سنوات, فإذا دفع الأهالي الضرائب مضاعفة على هذه السنوات الست, سدد الدين كله, وفي مقابل ذلك تعفيهم الحكومة إلى الأبد من نصف الضريبة المربوط على أطيانهم وتعهدت الحكومة في هذا القانون (المادة 3 والمادة 20) بأن من يدفعون المقابلة لا يزاد سعر الضريبة على أطيانهم في الاستقبال ، ولا يجوز مطالبتهم بسلفة ولو مؤقتة, وقضت المادة 29 بأنه لا يجوز لناظر المالية بعد الحصول على المبالغ المطلوبة إصدار سندات على الخزانة أو استدانة ديون جديدة ، ولا تجوز المطالبة بسلف مؤقتة ولو تحت تأثير قوة قاهرة كإشراق أو إغراق الأبعد التصديق على ذلك من مجلس النواب (مادة 38), وحتمت المادة 43 أن تخصص المبالغ المدفوعة من المقابلة لسداد ديون الحكومة.
جعل هذا القانون دفع المقابلة اختياريا, ولكن الحكومة لجأت في تنفيذه إلى التوريط بالنسبة للباشوات وكبار الأعيان, وإلى الضغط والإكراه والضرب بالكرباج بالنسبة لسائر الأهليين, ولولا الإكراه لما ارتضى الناس المخاطرة بأموالهم, لأنهم يعلمون مبلغ عهود الحكومة, وخاصة في المسائل المالية ، فهم لم يدفعوا المقابلة إلا مكرهين, فكانت ضريبة جديدة أو سلفة إجبارية زادتهم إرهاقا وضنكا.
وقد استطاعت الحكومة أن تجني من هذه الضريبة خمسة ملايين من الجنيهات لغاية آخر سنة 1871, وبلغ مجموع ما جبته منها نيفا وثلاثة عشر مليون جنيه ونصفا لغاية سنة 1879 .
وغنى عن البيان أنه لم يدفع شيء من هذه الملايين في الدين العام, ثابتا كان أو سائرا ، بل ابتلعتها هوية الإسراف التي ابتلعت القروض الأخرى ، وعلاوة على ذلك فإن وزير المالية نقض عهده الذي أعلنه في الوقائع المصرية ووعد فيه بامتناع الحكومة عن إخراج بونات (سندات) على الخزانة ، فإنه رغم هذا العهد أصدر إفادات مالية استدان بها عدت ملايين أخرى بلغت إثني عشر مليون جنيه, كما يقدرها مؤلف (تاريخ مصر المالي ), ونقضت الحكومة عهدها أيضا فزادت الضرائب على ذات الأطيان التي دفعت المقابلة .
وقد وقف العمل بقانون المقابلة مؤقتا بالمرسوم الصدر بتوحيد الديون (7 مايو 1876) ووعدت الحكومة برد المبالغ التي حصلت من أصحاب الأطيان أو تخفيض الضريبة عنه تخفيضا يناسب قيمة هذه المبالغ ، على أن مرسوم 18 نوفمبر 1876 أعاد العمل بالمقابلة, واحتسبها ضمن إيرادات الحكومة ، وخصصها لاستهلاك الدين العام.
كانت " المقابلة" طريقة معوجة في الاستدانة ، لأنه معلوم أن معظم إيرادات الحكومة السنوية في بلاد زراعية كمصر تجني من الضرائب على الأطيان ، فإنقاص نصف المربوط من الضرائب إلى الأبد في مقابل سداد ضعف الضريبة مقدماً عن ست سنوات يؤدي إلى نضوب معين المال بعد انتهاء السنوات الست ، وهذا يوقع الحكومة في الضيق المالي الشديد ، وليس من القواعد الاقتصادية الصحيحة تقيد الحكومة بعدم زيادة سعر الضريبة ، لأن الضرائب تتبع الحالة المالية العامة، فتزيد وتنقص بحسب تطور الأحوال، هذا فضلاً عن أن الحكمة التي تذرعت بها الحكومة إلى وضع قانون المقابلة وهي وفاء الدين العام لم تتحقق البتة ولم يسدد شيء من هذا الدين ، بل زاد عما كان عليه ، فكأن المقابلة كانت وسيلة لاقتناص الأموال من الأهليين وتبديدها.
وقد ألغيت هذه الضريبة بمقتضى المرسوم الذي أصدره الخديوي توفيق باشا في 6 يناير 1880 وقضى قانون التصفية الصادر في 17 يولية 1880 بأن ما دفع منها يخصم منه ما عساه يكون مطلوباً للحكومة من متأخرات الأموال أو الديون أو غيرها ، والباقي يرد إلى أصحابه مقسطاً على خمسين سنة، وخصص لهذه الأقساط كل سنة 150.000 جنيه .

## توقف مصر عن الدفع
توقف مصر عن الدفع (أبريل سنة 1876 )
سارت الضائقة المالية في طريقها، وأعوز الخزانة المصرية المال اللازم لأداء أقساط الديون ، وأخيراً عجزت عن الوفاء، فأصدر الخديوي مرسوماً في 6 أبريل 1876 بتأجيل دفع السندات والأقساط المستحقة على الحكومة في أبريل ومايو ثلاثة أشهر ولم يكن تحديد هذه الثلاثة أشهر إلا للمحافظة على الظواهر، وكان الغرض هو التأجيل 
وأعلن هذا المرسوم في بورصة الإسكندرية يوم 8 أبريل ، فكان هذا إيذاناً بالتوقف عن الدفع ، أو بعبارة أخرى بالإفلاس ، ولما ذاع هذا المرسوم سرى السخط والذعر في الأسواق المالية الأوروبية ، وصار إسماعيل هدفاً لطعون الماليين والمرابين الأجانب ، وانقلبوا يتهددون ويتوعدون، بعد أن كانوا حتى الأمس يداهنون ويتملقون، وأخذوا يتحدثون بوجوب خلع الخديوي.

## نتائج الديوان
يتضح مما تقدم بيانه أن القروض شغلت معظم سنين حكم إسماعيل، وأن الاقتراض كان له عادة سنوية لم يكن يقوى على التخلص منها، ويتبين أيضا أنه يقترض المال بشرط خاسرة، وأن القروض التي عقدها لم تكن البلاد في حاجة إليها، ومعظمها كان الغرض منه سداد الديون السائرة، وهذه الديون لم تعرف لها حكمة، ولم ينفق منها على الضروري من مصالح البلاد سوى النزر اليسير، وأن ميزانية الحكومة لو أحسن تدبيرها كانت تفي بنفقاتها المعتدلة، وتفي بأعمال العمران دون حاجة للاستدانة.
وفي ذلك يقول المستر (كيف) الذي عهد إليه إسماعيل فحص مالية مصر سنة 1875: "إن المبالغ الحاصلة من ميزانية مصر عن المدة الواقعة بين سنة [1864] وسنة 1875 بلغت 94,21,400 جنيه، خصص منها لحملة الأسهم نحو ستة ملايين من الجنيهات، أي أن مخصصات الديون ابتلعت معظم الميزانية، وظهر في ميزانية تلك السنة عجز مقداره 1,382,200 جنيه، نشأ عن فداحة مخصصات الديون.
<!من وجهة نظري أن الخديوي إسماعيل كان يريد تطوير البلاد ولكن انتهاء الحرب الأهلية الأمريكية أدى إلى تراكم الديون على البلاد نظراً لانخفاض أسعار القطن المصري في مواجهة نظيره الأمريكي----> ==إسراف إسماعيل==
إذا لم تكن البلاد هي التي دعت إلى اقتراض تلك الملايين ففيم كانت تنفق إذن ؟ إن الجواب لا يحتاج إلى عناء كبير، فإن إسراف إسماعيل هو الباعث الأكبر على مأساة القروض.
إن الجانب السيئ من شخصية إسماعيل هو إسرافه وإنفاقه الأموال من غير حساب أو نظر في العواقب، وهو بلا مراء مضرب الأمثال في هذا الصدد، فقد كان متلافاً للمال، وظهر هذا العيب في حياته العامة، وحياته الخاصة، ظهر في بناء قصوره، وتأثيثها، وتجميلها، كما ظهر في حياته الخاصة، في حفلاته وأفراحه، ومراقصه، ورحلاته وسياحاته، وأهوائه وملذاته.

### أمثلة من إسراف إسماعيل
بنى الخديوي إسماعيل نحو ثلاثين قصراً من القصور الفخمة، وكان دائم الرغبة في التغيير والتبديل، وكان بعض القصور التي يبنيها لا يكاد يتم بناؤها وتأثيثها حتى يعرض عنها ويهبها لأحد أنجاله أو حاشيته.
وذكر العلامة علي باشا مبارك عن قصري الجزيرة والجيزة: "أنهما من أعظم المباني الفخمة التي لم يُبنَ مثلها، وتحتاج لوصف ما اشتملت عليه من المحلات والزينة والزخرفة والمفروشات، وما في بساتينها من الأشجار والأزهار والرياحين والأنهار والبرك والقناطر والجبلايات إلى مجلد كبير"، وذكر عن أرض سراي الجزيرة أن مساحتها ستون فداناً، وأن ما صُرف عليها على كثرته قليل بالنسبة لما صرف على سراي الجيزة، وكانت هذه السراي في منشئها قصراً صغيراً وحماماً بناهما سعيد باشا، ثم اشتراها إسماعيل من ابنه طوسون مع ما يتبعها من الأرض ومساحتها ثلاثون فداناً، ثم هدم هذا القصر وبناه من جديد وأضاف إليه أراضي أخرى، وأحضر المهندسين والعمال من الإفرنج لبناء القصر وملحقاته وأنشأ بستانه العظيم وبستان الأورمان، وبلغت مساحة الأرض التي شغلها سراي الجيزة وسراي الجزيرة وحدائقها 465 فدان (خمسة وستين وأربعمائة فدان).
وذكر أن ما أنفق على إنشاء سراي الجيزة بلغ 1.393.374 جنيه
- وسراي عابدين 565.570 جنيه
- وسراي الجزيرة	898.691	"
- وسراي الإسماعيلية (الصغيرة)	201.286	"
- وباقي القصور	2.331.679	"
- من ذلك سراي الرمل	472.399	"

وبالرغم مما وصلت إليه حالة الحكومة المالية من الارتباك وتوقفها عن الدفع في سنة 1876، فإن الخديوي استمر في تلك السنة يكمل سراي الجيزة الفخمة التي لم تتم إلا قبيل خلعه.
وتكلف تجميل هذه القصور وتأثيثها ما لا يحصى من الملايين، فقد بلغت النقوش والرسوم في قصور الجيزة والجزيرة وعابدين مليوني جنيه ونيفاً، وبلغت تكاليف الستارة الواحدة ألف جنيه، أما الطنافس والأرائك والأبسطة والتحف والطرف والأواني الفاخرة، فلا يتصور العقل مبلغ ما تكلفته من ملايين الجنيهات.
ومن أسباب إسراف إسماعيل ميله إلى الملذات، وهذه مسألة تعد مبدئياً من المسائل الشخصية، التي لا يصح التعرض لها، ولكن إذا تعدى أثرها إلى حياة الدولة العامة كانت من المسائل التي لا حرج من الخوض فيها، وقد تعرض لهذه الناحية الكتاب والمؤرخون حتى الذين كانوا من أصدقاء إسماعيل، ويلوح لنا أنها كانت من العيوب التي أخذت عليه وهو بعد أمير، قبل أن يتولى العرش، فقد ذكر المسيو فردينان دليسبس أنه رآه في عهد سعيد قبل أن تؤول ولاية العهد، وكان عمره وقتئذ خمساً وعشرين سنة، وقال عنه أنه على جانب عظيم من الذكاء والحصافة والجاذبية، وأنه إذا لم ينهمك في ملذاته بمقدار ما هو عليه الآن (سنة 1854) فإنه سيعرف قدر نفسه يأتي منه النفع الكبير.
ومما يدعو إلى الأسف أن أمواله التي كانت تتدفق ذات اليمين وذات الشمال لم يكن ينال الوطنيين منها إلا النزر اليسير، بالنسبة لما ينال الأجانب الذين كانوا يحيطون به ويشملهم بثقته ورعايته، قال المسيو جابرييل شارم في هذا الصدد:
"كان إسماعيل يغترف المال من الخزانة العامة بكلتا يديه ليرضي أهوائه الشخصية فحسب، بل ليسد نهم الطامعين الملتفين حوله، فكم من الفرنسيين والإيطاليين والإنجليز كانوا تعساء في بلادهم، ثم نالوا بعد أن هبطوا مصر الرخاء والنعيم، لقد كان الخديوي مستعداً على الدوام أن يهبهم المراكز والقصور والمنح (البقاشيش)، أو يعهد إليهم بالتوصيات على التوريدات، وما كان أشد دهشة السياح إذ يرون في القاهرة أو الإسكندرية جماعة من الأوربيين ليس لهم من المزايا إلا مظهر الرجل الأنيق، يقومون بمهمة الموردين لنائب الملك (الخديوي)، ويربحون من هذه التجارة أرباحاً باهظة، لا يتصورها العقل، فليس ثمة وسيلة لجمع الثروة الطائلة أسهل من الحصول على عطاء تأثيث إحدى السرايا الخديوية، أو توريد بعض الصور أو التحف والطرف، وكم من أناس جاؤوا من أوروبا مثقلين بالديون، فما كادوا يستقرون في القاهرة ويأوون إلى إحدى قاعات الانتظار في سراي عابدين، حتى صاروا طفرة من أصحاب الملايين ".
وقد فحصت لجنة التحقيق الأوربية سنة 1878 أسباب تراكم الديون والعجز في ميزانية الحكومة، فكشفت عن تصرفات مدهشة تدل على أقصى أنواع الإسراف والتبذير، فمن ذلك أن إحدى الأميرات من بيت إسماعيل بلغ المطلوب منها لخياط فرنسي 150 ألف جنيه، وأن مبالغ طائلة ضاعت في الآستانة دون أن تعرف أبواب إنفاقها، وأن الخديوي كان يشترك مع إسماعيل باشا صديق في مضاربات البورصة، وأن الحكومة أرادت يوماً أن تؤدي بعض ما عليها من الدين لأحد البنوك المحلية، فأعطته سندات من الدين الموحد قيمتها 230 ألف جنيه بحساب السند 31.5 جنيه، أو بعبارة أخرى لكي تسدد ديناً قدره 72 ألف جنيه حملت البلاد ديناً مقداره 230.000 جنيه.
وقد فحصت لجنة التحقيق قاعدة إسماعيل المتبعة، حتى في أعمال العمران، فقد اتفق مع شركة جرنفلد الإنجليزية على إصلاح ميناء الإسكندرية في مقابل 2.500.000 جنيه في حين أن أعمال الإصلاح لم تتكلف سوى 1.440.000 جنيه كما اعترف بذلك اللورد كرومر.